# Рибейро, Майк
Майк Рибейро (англ. Mike Ribeiro; 10 февраля 1980, Монреаль, Квебек, Канада) — профессиональный канадский хоккеист. Имеет португальские корни. Амплуа — нападающий.

## Карьера
Начал выступать на уровне колледжа в родном Монреале.
На драфте НХЛ в 1998 году выбран под общим 45-м номером, во 2 раунде, командой «Монреаль Канадиенс», где выступал до 2006 года. В локаутный сезон 2004/2005 защищал цвета финского «Эспоо Блюз». В 2006 году перешёл в «Даллас Старз», с которым позже подписал 5-летний контракт на 25 миллионов долларов, и в котором выступал на протяжении шести сезонов. Летом 2012 года был обменян в «Вашингтон Кэпиталз» на Коди Икина и выбор во втором круге драфта 2013.
После окончания контракта покинул Вашингтон и подписал 4-летний контракт с «Финиксом Койотис» на $ 22 млн.
27 июня 2014 года «Финикс» выкупил его контракт из-за проблем с дисциплиной. После этого подписал однолетний контракт с «Нэшвилл Предаторз» на $ 1,05 млн.
Проведя удачный сезон, продлил контракт с «хищниками» на 2 года на сумму $ 7 млн.

## Национальная карьера
В 1999 году получил вызов в сборную Канады на молодёжный чемпионат мира, где провёл 7 матчей, сделал 2 результативные передачи и стал бронзовым призёром соревнований.

## Статистика
| Легенда | Легенда                    | Легенда | Легенда                   | Легенда | Легенда    |
| ------- | -------------------------- | ------- | ------------------------- | ------- | ---------- |
| И       | Количество проведённых игр | Штр     | Штрафное время            | +/−     | Плюс-минус |
| Г       | Голы                       | П       | Голевые передачи          | О       | Очки       |
| -       | Статистика неизвестна      | —       | Статистика не учитывалась |         |            |

## Достижения
- 1997-1998

- QMJHL All-Rookie Team
- QMJHL Second All-Star Team
- Обладатель "Мишель Бержерон Трофи"
- Обладатель "Поль Дюмон Трофи"
- 1998-1999

- QMJHL First All-Star Team
- QMJHL Most Assists
- Обладатель "Жан Беливо Трофи"
- CHL First All-Star Team
- CHL Leading Scorer
- 1999-2000

- Бронзовые медали молодёжного чемпионата Мира (U20).
- 2007-2008

- Участник матча звёзд НХЛ